# Derlis González (ur. 1994)
Derlis Alberto González Galeano (ur. 20 marca 1994 w Mariano Roque Alonso) – paragwajski piłkarz, grający na pozycji napastnika.

## Kariera klubowa
Wychowanek klubu Club Rubio Ñú, w barwach którego 9 grudnia 2009 rozpoczął karierę piłkarską w meczu z 12 de Octubre. W 2012 roku został zaproszony do portugalskiej Benfiki. 12 lutego 2013 został wypożyczony do końca roku do Guaraní, a w styczniu 2014 do Olimpii Asunción. 20 maja 2014 podpisał 5-letni kontrakt ze szwajcarskim FC Basel. 30 lipca 2015 przeniósł się do Dynama Kijów. 31 lipca 2018 został wypożyczony do Santosu FC. 7 lutego 2020 wrócił do Clubu Olimpia.

## Kariera reprezentacyjna
W reprezentacji Paragwaju González zadebiutował 26 marca 2014 roku w przegranym 1:2 towarzyskim spotkaniu z Kostaryką. W 2015 roku został powołany do kadry na Copa América.
Wcześniej bronił barw juniorskiej i młodzieżowej reprezentacji.

## Sukcesy i odznaczenia

### Sukcesy piłkarskie
reprezentacja Paragwaju
- wicemistrz Ameryki Południowej U-20: 2013

Club Guaraní
- wicemistrz Paragwaju: 2013 Apertura

FC Basel
- mistrz Szwajcarii: 2015
- zdobywca Pucharu Szwajcarii: 2015